# Милен Дьомонжо
За френската актриса със същата фамилия вижте Катрин Дьомонжо.
Милен Дьомонжо (на френски: Mylène Demongeot, родена като Marie-Hélène Demongeot, Мари-Елен Дьомонжо) е френска филмова актриса от украински произход. 

## Биография
Родена е в Ница, Франция. Тя е сред най-популярните френски киноактриси от 60-е години на XX век. Дебютира в киното във филма „Децата на любовта“ през 1953 г. Известност по света, а и за българските филмови почитатели придобива след участието си във филмите "Тримата мускетари" (1961), „Търсете идола“ (1963), „Фантомас“ (1964), „Фантомас се развихря“ (1965) и „Фантомас срещу Скотланд Ярд“ (1967).

## Избрана филмография
| Година | Филм                        | Оригинално заглавие           | Роля                          | Режисьор                |
| ------ | --------------------------- | ----------------------------- | ----------------------------- | ----------------------- |
| 1959   | Битката при Маратон         | La battaglia di Maratona      | Андромеда, дъщерята на Креусо | Жак Турнюр / Марио Бава |
| 1959   | Бурна нощ                   | La notte brava!               | Лаура                         | Мауро Болонини          |
| 1959   | Три наранени жени           | Faibles Femmes                | Сабина                        | Мишел Боарон            |
| 1963   | Търсете идола               | Cherchez l’idole              | себе си                       | Мишел Боарон            |
| 1964   | Фантомас                    | Fantômas                      | Хелене, приятелката на Фандор | Андре Юнебел            |
| 1965   | Фантомас се развихря        | Fantômas se déchaîne          | Хелене, приятелката на Фандор | Андре Юнебел            |
| 1966   | Нежният мошеник             | Tendre voyou                  | Мюриел                        | Жан Бекер               |
| 1967   | Фантомас срещу Скотланд Ярд | Fantômas contre Scotland Yard | Хелене                        | Андре Юнебел            |